# كيفن فون إريك
كيفن فون إريك (بالإنجليزية: Kevin Von Erich)‏ هو لاعب كرة قدم أمريكية أمريكي، ولد في 15 مايو 1957 في بلفيل في الولايات المتحدة.

## وصلات خارجية
- كيفن فون إريك على موقع CageMatch worker (الإنجليزية)
- كيفن فون إريك على موقع قاعدة بيانات المصارعة على الإنترنت (الإنجليزية)
- كيفن فون إريك على موقع عالم المصارعة على الإنترنت (الإنجليزية)
- كيفن فون إريك على موقع عالم المصارعة على الإنترنت (الإنجليزية)

- كيفن فون إريك على موقع IMDb (الإنجليزية)
- كيفن فون إريك على موقع كينوبويسك (الروسية)